# گلستان، گران‌بوی
گلستان (ارمنی: Գյուլիստան؛ ترکی آذربایجانی: Gülüstan) یک منطقهٔ مسکونی در شهرستان گران‌بوی کشور جمهوری آذربایجان واقع شده‌است. این روستا محل امضای پیمان گلستان میان ایران و روسیه بود.